# Holland Taylor
Holland Virginia Taylor (Philadelphia, 14 januari 1943) is een Amerikaanse actrice met een carrière van ruim vijftig jaar in Hollywood. Ze is onder andere bekend als Evelyn Harper, de moeder van Charlie en Alan in de sitcom Two and a Half Men.

## Carrière
Taylor verhuisde in de jaren zestig naar New York in de hoop een baan te krijgen op Broadway. Dit lukte en na een succesvolle theatercarrière stapte ze in de jaren zeventig over naar televisie- en filmwerk. Zo was ze te zien in All My Children Somerset, The Edge of the Night, Bosom Buddies, Saved by the Bell: The College Years en Romancing the Stone. Ze had gastrollen in onder andere Bosom Buddies, The Love Boat en Murder, She Wrote.
Taylor is theater-, film- en televisieactrice. Naar het einde van de jaren 1990 toe kreeg ze meer succes. Ze had rollen in meerdere bekende films en had ook rollen in bekende televisieseries, waaronder ER, Ally McBeal, Strong Medicine, The Practice, Monk, The L Word, The Powers That Be, Two and a Half Men en Hollywood.

## Persoonlijk leven
Taylor heeft sinds 2015 een relatie met actrice Sarah Paulson.

## Filmografie (selectie)
- 1969: J.T. - Mrs. Arnold
- 1976: The Next Man - Tv-interviewer
- 1979: 3 by Cheever: O Youth and Beauty! - Beverly
- 1980: Fame - Claudia van Doren
- 1982: The Royal Romance of Charles and Diana - Frances Shand Kydd
- 1982: I Was a Mail Order Bride - Dottie Birmington
- 1983: Reuben, Reuben -
- 1984: Concealed Enemies - Mrs. Marbury
- 1984: Romancing the Stone - Gloria Hart
- 1985: Key Exchange - Mrs. Fanshaw
- 1985: Perry Mason Returns - Paula Gordon
- 1985: The Jewel of the Nile - Gloria Hart
- 1987: Tales from the Hollywood Hills: Natica Jackson - Ernestine King
- 1988: She's Having a Baby -  Sarah Briggs
- 1990: People Like Us - Dolly
- 1990: Alice - Helen
- 1991: Big Deals -
- 1991: The Rape of Doctor Willis - Dr. Greenway
- 1992: The Powers That Be - Margaret Powers (-1993)
- 1993: Cop and ½ - Captain Rubio
- 1994: The Favor - Maggie Sand
- 1994: Betrayal of Trust - Mary Shelton
- 1994: In the Best of Families: Marriage, Pride & Madness - Florence Newsom
- 1994: The Counterfeit Contessa - Wallace Everett
- 1995: To Die For - Carol Stone
- 1995: How to Make an American Quilt - Mrs. Rubens
- 1995: A Walton Wedding - Tante Flo
- 1995: Awake to Danger - Dr. Joyce Lindley
- 1995: A Perry Mason Mystery: The Case of the Jealous Jokester -
- 1995: With Hostile Intent - Lois Baxter
- 1995: Steal Big Steal Little - Mona Rowland-Downey
- 1995: Last Summer in the Hamptons - Davis
- 1996: One Fine Day - Rita
- 1997: George of the Jungle - Beatrice Stanhope
- 1997: Just Write - Emma Jeffreys
- 1997: Betty - Crystal Ball
- 1998: The Truman Show - Angela/Trumans moeder
- 1998: The Unknown Cyclist - Celia
- 1998: Next Stop Wonderland - Piper Castleton
- 1999: My Last Love - Marnie Morton
- 1999: The Sex Monster - Muriel
- 2000: Happy Accidents - Therapeut, Maggie Ann "Meg" Ford
- 2000: Keeping the Faith - Bonnie Rose
- 2000: Mail to the Chief - Katherine Horner
- 2000: The Spiral Staircase - Emma Warren
- 2000: The Deadly Look of Love - Evelyn McGinnis
- 2001: Town & Country - Mistress of Ceremonies
- 2001: Legally Blonde - Professor Stromwell
- 2001: The Day Reagan Was Shot - Nancy Reagan
- 2001: Strange Frequency - Marge Crowley
- 2002: Assepoester II: Dromen Komen Uit - Prudence (stem)
- 2002: Home Room - Dr. Hollander
- 2002: Fits and Starts -
- 2002: Spy Kids 2: The Island of Lost Dreams - Oma
- 2003: Spy Kids 3-D: Game Over - Oma
- 2003: Intent - Judge Cavallo
- 2004: D.E.B.S. - Mrs. Petrie
- 2004-2009: The L Word - Peggy Peabody
- 2005: The Wedding Date - Bunny
- 2007: Assepoester: Terug in de Tijd - Prudence (stem)
- 2007: Grey's Anatomy - gastrol in "Dream a Little Dream of Me (part 1)"
- 2008: Baby Mama - Rose
- 2018: Gloria Bell

- Bibsys: 11045940
- Biblioteca Nacional de España: XX5523779
- Bibliothèque nationale de France: cb142319639 (data)
- Gemeinsame Normdatei: 142111619
- International Standard Name Identifier: 0000 0000 3886 8412
- Library of Congress Control Number: no00018522
- MusicBrainz: ee2d9ffd-8310-413d-9f47-da45e0c2aea6
- Nationale Bibliotheek van Israël: 987007430037505171
- Nationale Bibliotheek van Polen: a0000001647739
- Virtual International Authority File: 56151338
- WorldCat: E39PBJtrV4DC43kb8w8vMcCmh3